# مباركة الجوف

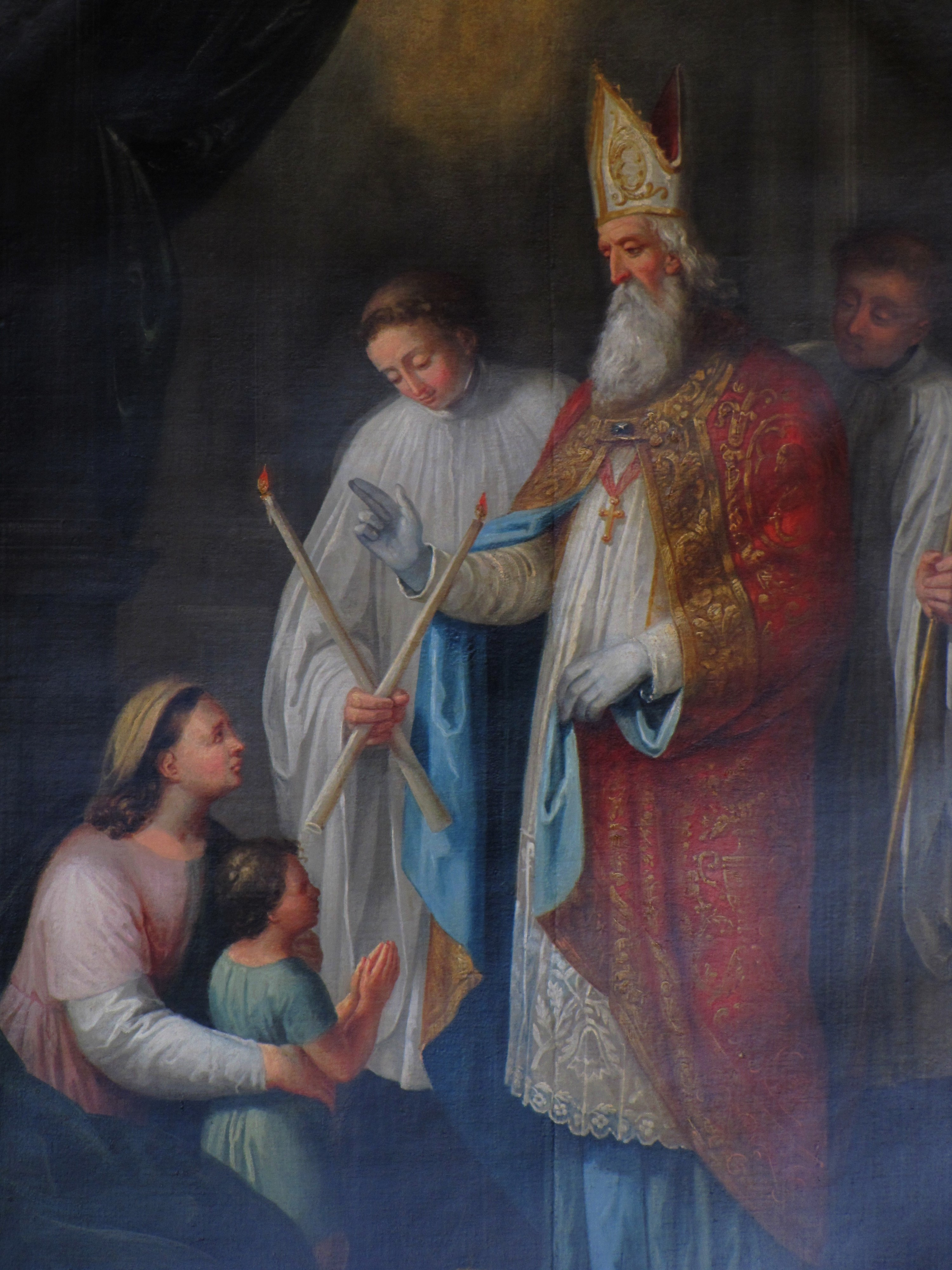

علاج الجوف بالمباركة هو تعليم مقدس خاص بالكنيسة الكاثوليكية الرومانية، يحتفل به بالعادة في الثالث من شباط، يوم عيد القديس السيباستي بلايس (سيفيا، تركيا الآن)، يتم ايضاً الاحتفال به من قبل بعض الكنائس الكاثوليكية الشرقية، ويتم الاحتفال بزوال الطائفة الانجيليكية في نفس اليوم.

## خلفية
الفقرة 1625 من من كتاب المباركات تحتوي على خلفية تاريخية بسيطة عن علاج الحلوق بالمباركة. القديس بلايس كان رئيس الاسقف في ارمينيا خلال القرن الرابع، فقط القليل هو المعروف عن حياته، اعتاداً على مراجع مختلفة فقد كان فيزيائيا من قبل ان يصبح رئيساً للاسقف، انتشر صيته عبر الكنيسة في العصور الوسطى لحسن سمعته بعد ان عالج طفلا كاد ان يموت بسبب عظمة سمك عالقة في جوفه بطريقة معجزية. منذ القرن الثامن تمت مناشدته ليكون وسيطا للمرضى، خصوصا الذين يعانون من امراض في الجوف. التفاصيل المتعلقة بالمعجزة العلاجية للطفل تختلف، احدهم يربط ان المعجزة حدثت خلال رحلة أخذ بلايس للسجن عندما وضع يديه على راس الطفل وصلى، واخر يعتقد ان المعجزة حدثت عندما كان بلايس في السجن عندما أخذ شمعتين وصنع صليبا حول جوف الطفل. أستعمال الشموع لمباركة قصبة الجوف من الشموع التي استعملها بلايس في السجن، عندما انقذ بلايس راس خنزير لعجوز من ذئب، فكانت العجوز تزوره في السجن وتحضر له الطعام والشموع. لتحضر له النور في زنزانته المظلمة.

## الطقس
القثرة 1626 و 1627 تشرح متى وكيف تتم المباركة: مباركة الجوف يمكن اعطائها من قبل راهب، شماس، أو الوزير العلماني الذي يتبع الطقوس والصلاوات المحددة من قبل الوزير العلماني. أذا منحت المباركة لجماعات، فيجب ان تحتوي على العظو والشفاعة أو لاسباب الكهنة، صلاة المباركة يستحب ان تكون الجزء الاخير من المباركة النهائية للجماعات. عندما تعطى المباركة لغير الجماعات يصاحبها احتفال قصير بكلمات من الإنجيل. إذا تم الاحتفال بالمباركة في صلاوات الصباح أو المساء يتم اعطائها بعد القراءة والعظة وقبل نشيد الإنجيل. يستحب ان تعطى المباركة عن طريق لمس جوف كل شخص لديه شمعتين متقاطعين ومضمومتين معاً في الاحتفال للتقديم للمسيح)(2 شباط)